# Rhamnus tortuosa
Rhamnus tortuosa là một loài thực vật có hoa trong họ Táo. Loài này được Somm. & Levier miêu tả khoa học đầu tiên.